# Pișceanîi Brid, Dobrovelîcikivka
Pișceanîi Brid (în ucraineană Піщаний Брід) este localitatea de reședință a comunei Pișceanîi Brid din raionul Dobrovelîcikivka, regiunea Kirovohrad, Ucraina.

## Demografie
Componența lingvistică a localității Pișceanîi Brid
     Ucraineană (95,45%)
     Rusă (2,19%)
     Română (1,28%)
     Alte limbi (0,47%)
Conform recensământului din 2001, majoritatea populației localității Pișceanîi Brid era vorbitoare de ucraineană (95,45%), existând în minoritate și vorbitori de rusă (2,19%) și română (1,28%).